# Albertinum Žamberk
Albertinum Žamberk  je odborný léčebný ústav v Žamberku. 

## Historický vývoj

### Vývojové trendy

#### Sanatoria
Konec 19. století přinesl převratné objevy – mezi nimi i vynález rentgenu a objev původce tuberkulózy. Rozdílné přístupy k léčbě a kontrole nemocných s tuberkulózou vedly na jedné straně k budování tzv. dispenzářů (ambulantní formy péče o nemocné). Na druhé straně po kongresu o tuberkulóze v Berlíně v roce 1899 začala být po celé Evropě zakládána sanatoria, a to především v horských oblastech.

#### Léčebny
Krátce na to vznikl v Praze Spolek ke zřizování a vydržování léčeben pro nemoci plicní v království Českém, markrabství Moravském a vévodství Slezském. Členy spolku byli lékaři, církevní hodnostáři, řemeslníci, živnostníci, zástupci obcí, obchodníci apod.

#### Dispenzáře nemocných
V roce 1905 byly již vytvořeny příznivé podmínky a tak v Praze vznikl dispenzář nemocných (později známý pod jménem Masarykova liga).

### Vznik Albertina a jeho vývoj
Dne 29. května 1905, po zakoupení pozůstalosti po prof. dr. Eduardu Albertovi v Žamberku Spolkem ke zřizování a vydržování léčeben pro nemoci plicní, bylo zřízeno první Sanatorium pro nemocné skrofulosou a tuberkulózou v českých zemích. Po slavném žamberském rodákovi bylo nazváno Albertinum.
První rok zde byla pouze letní kolonie pro děti postižené tuberkulózou a skrofulózou, lékařem se stal praktik ze Žamberka, ošetřovatelky byly z Červeného kříže. V době od 16. května 1906 do 31. května 1912 byl prvním ředitelem MUDr. Jan Panocha (19. května 1847, Praha – 1930, Praha).
V poměrech rakouského mocnářství vybudoval léčebnu s celoročním provozem o 130 lůžkách. Ošetřovány zde byly hlavně ženy a děti. Zpočátku léčba spočívala na dietním režimu, klidu a pobytu na čerstvém vzduchu. Pacientky sbíraly léčivé byliny, pěstovaly bource morušového, staraly se o velkou zeleninovou zahradu a ovocný sad. Podstupovaly 2× týdně masáže a vodoléčbu. Byly ozařovány horským sluncem, soluxem a Kissovou lampou. Zkoušela se už i medikamentózní, podpůrná léčba. Nakonec jistě svou roli sehrála i izolace nemocných. Tento způsob léčby posiloval imunitu organismu a mohl tak mít efekt hlavně v počátku nemoci, ale ne u rozsáhlých nálezů, které nebyl schopen vyléčit.

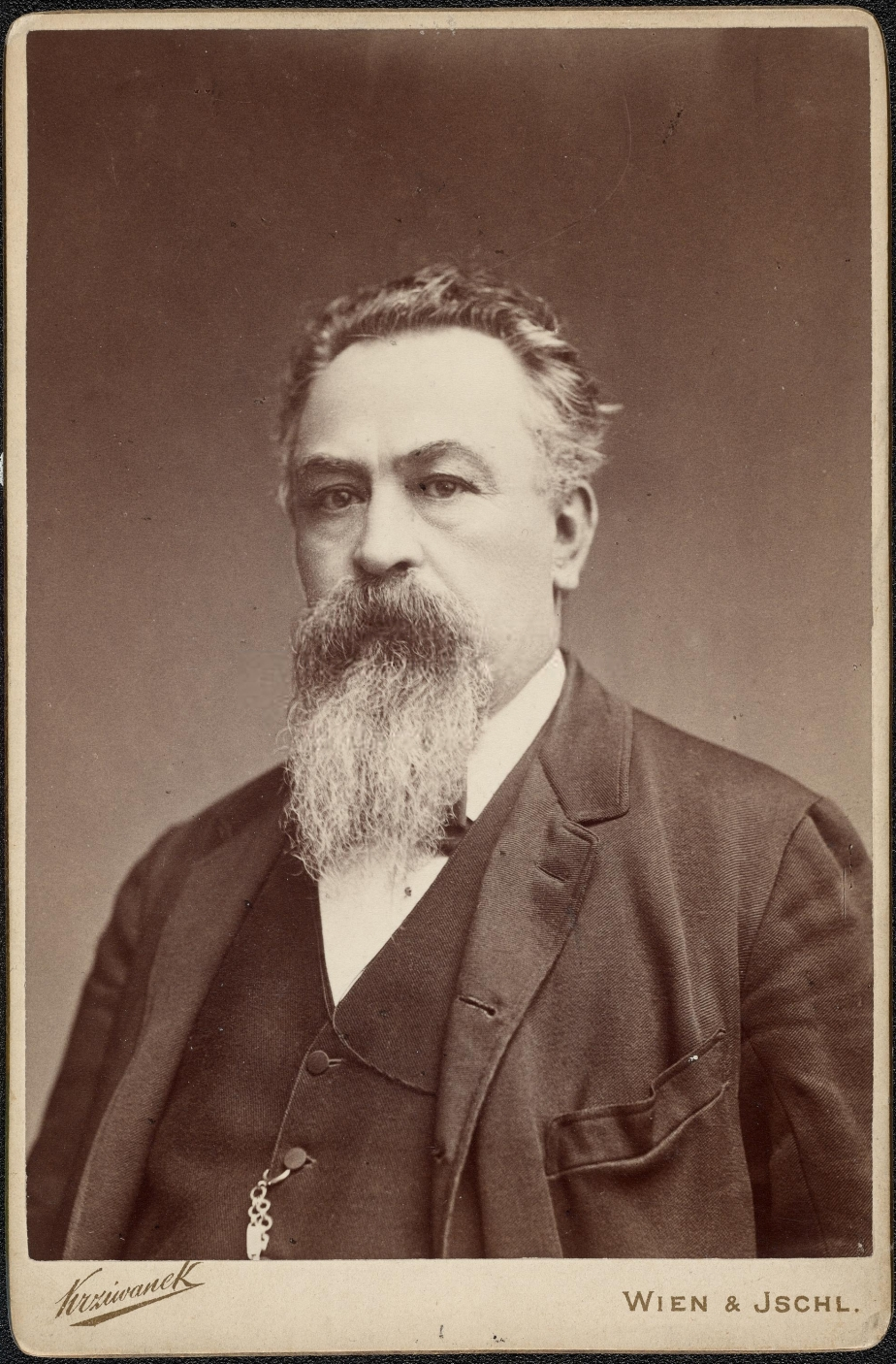
Prof. dr. Eduard Albert
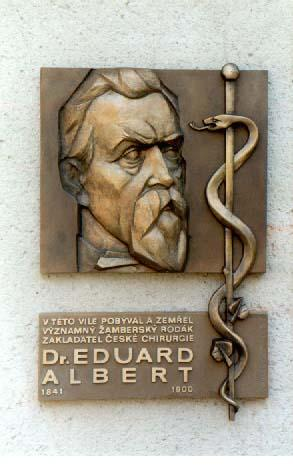
Pamětní deska prof. dr. Eduarda Alberta
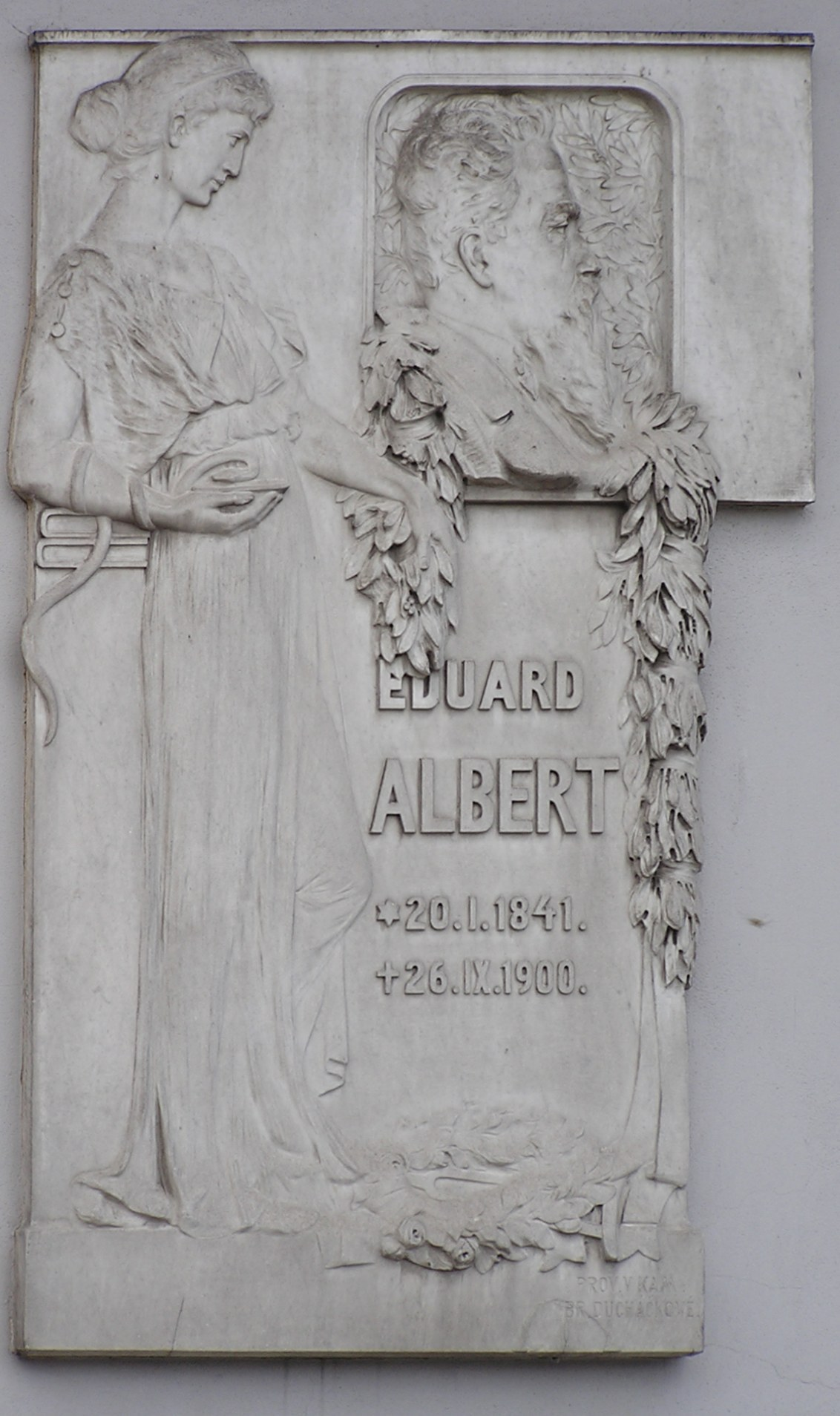
Pamětní deska na rodném domě Eduarda Alberta
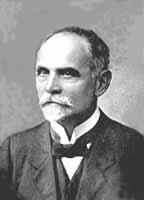
MUDr. Rudolf Lukes
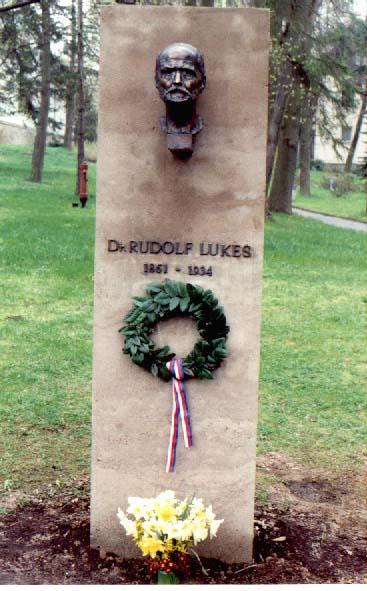
Pamětní deska MUDr. Rudolfa Lukese

V době od 1. června 1912 do 5. prosince 1934 byl ředitelem MUDr. Rudolf Lukes (7. října 1861, Praha – 5. prosince 1934, Žamberk).
Za jeho vedení léčebna doznala mohutný stavební rozmach. Sanatorium bylo budováno jen z peněz získaných přímo na ministerstvech. Ředitel býval jedněmi dveřmi vyhozen, druhými se vracel. Budoval sanatorium lidové. Postupně byly ve 20. a 30. letech přistavěny zděné léčebné pavilony, prádelna, kuchyně, vodoléčba a další hospodářské budovy a byly zřízeny tzv. lehárny. Zde pacienti lehali na čerstvém vzduchu ve speciálních spacích pytlích i za mrazu. 
V roce 1921 byly dány do provozu rentgen a laboratoř. Laboratoř byla budována za osobní pomoci prof. I. Honla, který je považován za zakladatele mikrobiologie v českých zemích. Zasloužil se o dokončení největšího pavilonu s chirurgickým sálem.

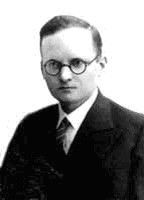
MUDr. Antonín Bukovský

V době od 1. dubna 1935 do 31. prosince 1938 byl ředitelem MUDr. Antonín Bukovský (19. února 1900, Praha – 11. dubna 1989, Praha). 
Podporoval chirurgické řešení léčby některých forem tuberkulózy. V ústavu se prováděly léčebné pneumotoraxy, pneumoperitonea, různé plombáže, torakokaustiky a později torakoplastiky. Řada těchto velmi těžkých zákroků však již mnoha pacientům zachránila život. V období II. světové války jezdil do Albertina tyto zákroky provádět dr. Bedrna – pozdější akademik a přednosta Chirurgické kliniky v Hradci Králové.

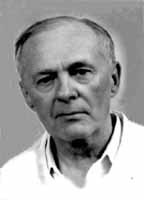
Doc. MUDr. Rudolf Křivinka, CSc

V době od 5. července 1939 do 15. října 1949 byl ředitelem Doc. MUDr. Rudolf Křivinka, CSc. (9. dubna 1904, Brno – 29. dubna 1991, Praha), pozdější ředitel Výzkumného ústavu tuberkulózy v Praze.
Za jeho působení došlo k rozmachu chirurgické léčby, a hlavně ke zvýšení odborné úrovně Albertina. V této době do Žamberka dojížděl operovat dr. Petr – pozdější akademik a přednosta Neurochirurgické kliniky v Hradci Králové a dr. Procházka, pozdější profesor chirurgie a známý kardiochirurg v Hradci Králové. Nemocní se v této době dočkali světového objevu prvního léku na tuberkulózu – streptomycinu.

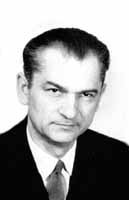
Doc. MUDr. František Mydlil

V době od 16. října 1949 do 30. dubna 1967 byl ředitelem Doc. MUDr. František Mydlil (29. listopadu 1913, Vrbno u Mělníka – 6. května 1967, Žamberk).
Sám se zúčastňoval operací. V roce 1953 provedl v léčebně dr. Procházka první resekci plic a zákroky se začínaly doplňovat podáváním nových léků. Ty se začínaly podávat i samostatně a později v kombinacích, neboť monoterapie přinášela velice brzo vznik rezistence mykobakterií na léky. V této době byl v léčebně maximální počet lůžek v historii: 337.
V roce 1950 byly v Albertinu již běžným vyšetřením bronchoskopie, spirometrie, bakteriologie, rentgenologie aj. Rozvíjela se úzká spolupráce s prof. dr. Fingerlandem z Patologicko-anatomického ústavu v Hradci Králové, který získával od operovaných nemocných a zemřelých bohatý studijní materiál. Poslední chirurgický zákrok byl proveden v roce 1964 a od této chvíle byli zdejší pacienti léčeni pouze konzervativně antituberkulotiky. Pokud byla nutná operace (a to většinou již pro jiné nemoci než je tuberkulóza), spolupracoval ústav s Kardiochirurgickou klinikou v Hradci Králové. Celkem bylo v léčebně provedeno 4425 operací. Později do Žamberka pravidelně dojížděl na konzilia prof. dr. Šváb, který se staral o urologickou tuberkulózu, a prof. dr. Vácha jako konziliář pro gynekologickou tuberkulózu.
V 60. letech se pak díky lékům, které výrazně zkrátily délku léčby tuberkulózy, měnila postupně i skladba pacientů. K léčbě přicházeli nemocní s dalšími chorobami plic, průdušek, pohrudnice a mezihrudí (nespecifické záněty, nádory, astma) a pacienti s dalšími přidruženými chorobami. 

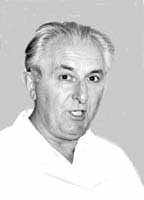
MUDr. Květoslav Fiala

V letech od 1. května 1967 do 31. března 1980 byl ředitelem MUDr. Květoslav Fiala (25. března 1920, Česká Třebová – 30. července 1990, Česká Třebová). 
V roce 1975 se zkrácením doby léčby tuberkulózy uvolnila lůžková kapacita a tak léčebna začala pečovat o nemocné na 70 lůžkách Léčebny dlouhodobě nemocných. Část lůžek plicního oddělení byla vyčleněna jako detašované akutní nemocniční oddělení TRN (tuberkulózy a respiračních nemocí) při nemocnici v Ústí nad Orlicí.

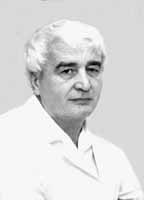
MUDr. Jiří Kroulík

V období od 1. dubna 1980 do 30. června 1990 byl ředitelem MUDr. Jiří Kroulík (24. října 1928, Choceň – 11. února 2010).
Nový ředitel navázal na předchozí péči o nemocné se všemi plicními chorobami. Neopomíjela se nadále péče o tuberkulózní nemocné, kterých však bylo oproti jiným nemocem stále méně. 

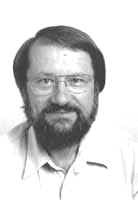
MUDr. Jiří Jireš

Od 1. července 1990 do roku 2014 byl ředitelem MUDr. Jiří Jireš (* 15. března 1950, Ústí nad Orlicí). V roce 1993 bylo reprofilizováno 36 plicních lůžek v Albertově vile na akutní psychiatrické oddělení. Nástupcem Jiřího Jireše se stal Rudolf Bulíček.

## Budova OLÚ Albertinum

### Albertova vila
Dne 25. září 1900 večer hrál profesor dr. Eduard Albert karty se svými přáteli ve své vile v Žamberku. Ráno ho našli mrtvého. Šlo zřejmě o cévní mozkovou příhodu. Jeho vilu společně s pozemky dědici prodali.

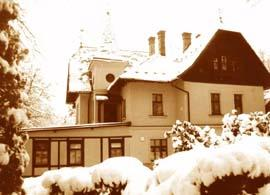
Albertova vila

Dne 29. května 1905 byla v Žamberku zakoupena Spolkem veškerá pozůstalost po dr. Albertovi (několik budov a rozsáhlý park se vzácnými dřevinami. Okamžitě tak bylo schopno provozu první Sanatorium pro nemocné skrofulosou a tuberkulózou v českých zemích nazvané na památku pana profesora Albertinum. Vila pojala až šedesát pacientů, kuchyň s jídelnou, později i rentgen a laboratoř. V průběhu několika let zde bylo vystavěno sanatorium.

### Výstavba Albertina
V roce 1912 s nástupem dr. Rudolfa Lukese do funkce ředitele došlo v léčebně k mohutnému stavebnímu rozmachu. Ve 20. a 30. letech byly postupně přistavěny zděné léčebné pavilony, prádelna, kuchyně, vodoléčba a další hospodářské budovy a byly zřízeny tzv. lehárny.

### Současný stav OLÚ Albertina
Základem současného stavu léčebny je to, co vybudoval dr. Lukes do roku 1934. Odborný léčebný ústav Albertinum v Žamberku má plicní oddělení (106 lůžek), psychiatrické oddělení (36 lůžek), léčebnu dlouhodobě nemocných (70 lůžek), ambulance: plicní s kalmetizací, alergologickou, psychiatrickou, praktického lékaře a laboratoře: mikrobiologickou (včetně mykobakteriologické a parazitologické), biochemickou, hematologickou a cytologickou, RTG funkční laboratoř, fyzioterapii, ergoterapii a technickohospodářské zázemí. 

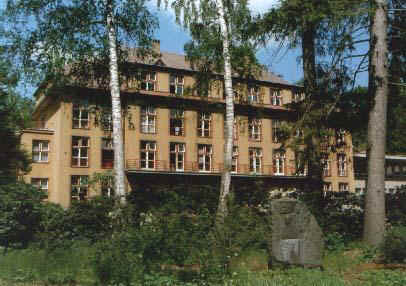
Plicní oddělení
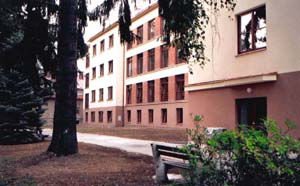
Léčebna dlouhodobě nemocných
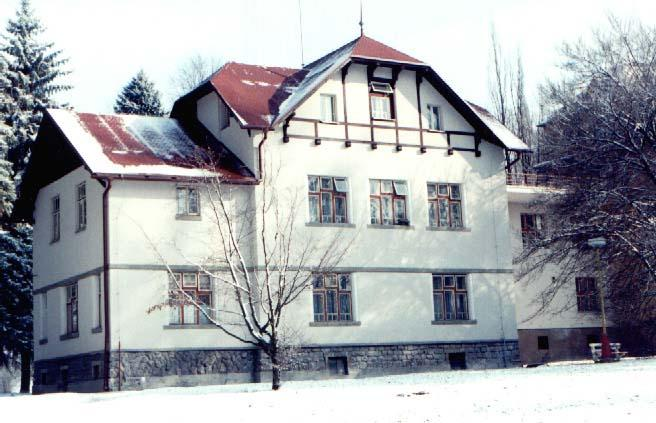
Administrativní budova a ambulance
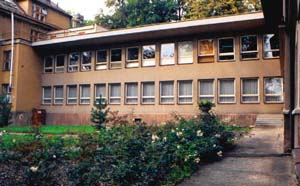
Budova laboratoří